# LIGHT IN YOUR HEART/Swing!
「LIGHT IN YOUR HEART/Swing!」（ライト・イン・ユア・ハート/スウィング）は、V6の34枚目のシングル。2008年9月17日にavex traxから発売された。

## 解説
- 限定生産盤A(CD+DVD)・限定生産盤B(CD+DVD)・LIGHT IN YOUR HEART ウルトラマン限定盤・通常盤(CD)の4形態でリリース。
- 『way of life』以来2作ぶりのオリコン週間1位を獲得。通算では20作目の1位獲得である。
- 『VIBES』から2か月ぶりのシングルとなるが、マキシシングルだと『蝶』から4か月ぶりとなる。

## 収録曲

### CD

#### 通常盤・初回限定盤A/B
※「Believe」以降、通常盤のみ収録。
1. LIGHT IN YOUR HEART
  - 作詞：KOMU
  - 作曲：加藤裕介
  - 編曲：川端良征
  - コーラスアレンジ：鈴木弘明
    - 長野博主演 映画『大決戦!超ウルトラ8兄弟』主題歌
    - 長野のみにソロパートが存在する。
2. Swing!
  - 作詞・作曲：井手コウジ
  - 編曲：吉岡たく
    - フジテレビ系『VivaVivaV6』テーマソング
3. Believe
  - 作詞・作曲：杉本竜一
  - 編曲：中村康就
    - 杉本竜一のカバー
    - TBS系『学校へ行こう!MAX』テーマソング
4. あの空
  - 作詞・作曲：Gajin
  - 編曲：村田昭
5. LIGHT IN YOUR HEART（Instrumental）
6. Swing!（Instrumental）
7. Believe（Instrumental）
8. あの空（Instrumental）

#### ウルトラマン限定盤
1. LIGHT IN YOUR HEART
2. LIGHT IN YOUR HEART（Movie Version）
  - 本作の1曲目の映画バージョン
3. LIGHT IN YOUR HEART（Original Karaoke）

### DVD

#### 初回限定盤A
1. 「LIGHT IN YOUR HEART」Original Version Music Clip

#### 初回限定盤B
1. 「Swing!」Music Clip

## 収録アルバム
- 『READY?』（#1, 2）
- 『SUPER Very best』（#1）
- 『ウルトラマンシリーズ放送開始50年 ウルトラマン主題歌大全集 1966-2016』（ウルトラマン限定盤#2）

## テレビ出演
- 『ザ少年倶楽部プレミアム』（2008年9月21日、NHK BSプレミアム）
  - 「LIGHT IN YOUR HEART」「Swing!」「Believe」を披露。「Swing!」はこの放送がテレビ初披露。